# 川勝広典
川勝 広典（かわかつ ひろよし）は、江戸時代中期の旗本。知氏系重氏流川勝家の6代当主。

## 生涯
享保5年（1720年）、川勝広達の嫡男として江戸に生まれた。寛延3年（1750年）12月20日、書院番となった。宝暦5年（1755年）11月7日、父広達の死去により家督（下野・常陸内700石）を継いだ。
安永5年（1776年）4月、将軍徳川家治の日光社参に供奉した。
安永9年（1780年）4月28日、61歳で没した。家督は婿養子の広克が継いだ。